# Partido Popular Austríaco
O Partido Popular Austríaco (em alemão: ÖVP - Österreichische Volkspartei) é um partido político democrata-cristão conservador austríaco fundado em 1945, sendo sua cor partidária o preto. O ÖVP tem 5 assentos no Parlamento Europeu. Sua organização juvenil denomina-se de Junge Volkspartei.

## Os presidentes do partido desde 1945
O líder atual do partido é Sebastian Kurz
Desde 2006, Fritz Kaltenegger é secretário geral do Partido Popular Austríaco no Conselho Nacional.

## Resultados eleitorais

### Eleições legislativas
| Data | CI. | Votos     | %            | +/-  | Deputados | +/-     | Status   |
| ---- | --- | --------- | ------------ | ---- | --------- | ------- | -------- |
| 1945 | 1.º | 1 602 227 | 49,8 / 100,0 |      | 85 / 165  |         | Governo  |
| 1949 | 1.º | 1 846 581 | 44,0 / 100,0 | 5,8  | 77 / 165  | 8       | Governo  |
| 1953 | 2.º | 1 781 777 | 41,3 / 100,0 | 2,7  | 74 / 165  | 3       | Governo  |
| 1956 | 1.º | 1 999 986 | 46,0 / 100,0 | 4,7  | 82 / 165  | 8       | Governo  |
| 1959 | 2.º | 1 928 043 | 44,2 / 100,0 | 1,8  | 79 / 165  | 3       | Governo  |
| 1962 | 1.º | 2 024 501 | 45,4 / 100,0 | 1,2  | 81 / 165  | 2       | Governo  |
| 1966 | 1.º | 2 191 109 | 48,3 / 100,0 | 2,9  | 85 / 165  | 4       | Governo  |
| 1970 | 2.º | 2 051 012 | 44,7 / 100,0 | 3,6  | 78 / 165  | 7       | Oposição |
| 1971 | 2.º | 1 964 713 | 43,1 / 100,0 | 1,6  | 80 / 183  | 2       | Oposição |
| 1975 | 2.º | 1 981 291 | 42,9 / 100,0 | 0,2  | 80 / 183  | Estável | Oposição |
| 1979 | 2.º | 1 981 739 | 41,9 / 100,0 | 1,0  | 77 / 183  | 3       | Oposição |
| 1983 | 2.º | 2 097 808 | 43,2 / 100,0 | 1,3  | 81 / 183  | 4       | Oposição |
| 1986 | 2.º | 2 003 663 | 41,3 / 100,0 | 1,9  | 77 / 183  | 4       | Governo  |
| 1990 | 2.º | 1 508 600 | 32,1 / 100,0 | 9,2  | 60 / 183  | 17      | Governo  |
| 1994 | 2.º | 1 281 846 | 27,7 / 100,0 | 4,4  | 52 / 183  | 8       | Governo  |
| 1995 | 2.º | 1 370 510 | 28,3 / 100,0 | 0,6  | 52 / 183  | Estável | Governo  |
| 1999 | 3.º | 1 243 672 | 26,9 / 100,0 | 1,4  | 52 / 183  | Estável | Governo  |
| 2002 | 1.º | 2 076 833 | 42,3 / 100,0 | 15,4 | 79 / 183  | 27      | Governo  |
| 2006 | 2.º | 1 616 493 | 34,3 / 100,0 | 8,0  | 66 / 183  | 13      | Governo  |
| 2008 | 2.º | 1 269 656 | 26,0 / 100,0 | 8,3  | 51 / 183  | 15      | Governo  |
| 2013 | 2.º | 1 125 876 | 24,0 / 100,0 | 2,0  | 47 / 183  | 4       | Governo  |
| 2017 | 1.º | 1 591 526 | 31,5 / 100,0 | 7,5  | 62 / 183  | 15      | Governo  |
| 2019 | 1.º | 1 780 976 | 37,5 / 100,0 | 6,0  | 71 / 183  | 9       | Governo  |
| 2024 | 2.º | 1 282 734 | 26,3 / 100,0 | 11,2 | 51 / 183  | 20      |          |

### Eleições presidenciais
| Data | Candidato Apoiado        | 1ª Volta                 | 1ª Volta                 | 1ª Volta                 | 1ª Volta                 | 1ª Volta                 | 1ª Volta                 |
| Data | Candidato Apoiado        | CI.                      | Votos                    | %                        | CI.                      | Votos                    | %                        |
| ---- | ------------------------ | ------------------------ | ------------------------ | ------------------------ | ------------------------ | ------------------------ | ------------------------ |
| 1951 | Heinrich Gleissner       | 1.º                      | 1 725 451                | 40,1 / 100,0             | 2.º                      | 2 006 322                | 47,9 / 100,0             |
| 1957 | Wolfgang Denk            | 2.º                      | 2 159 604                | 48,9 / 100,0             |                          |                          |                          |
| 1963 | Julius Raab              | 2.º                      | 1 814 125                | 40,6 / 100,0             |                          |                          |                          |
| 1965 | Alfons Gorbach           | 2.º                      | 2 260 888                | 49,3 / 100,0             |                          |                          |                          |
| 1971 | Kurt Waldheim            | 2.º                      | 2 224 809                | 47,2 / 100,0             |                          |                          |                          |
| 1974 | Alois Lugger             | 2.º                      | 2 238 470                | 48,3 / 100,0             |                          |                          |                          |
| 1980 | Rudolf Kirchschläger     | 1.º                      | 3 538 748                | 79,9 / 100,0             |                          |                          |                          |
| 1986 | Kurt Waldheim            | 1.º                      | 2 343 463                | 49,6 / 100,0             | 1.º                      | 2 464 787                | 53,9 / 100,0             |
| 1992 | Thomas Klestil           | 2.º                      | 1 728 234                | 37,2 / 100,0             | 1.º                      | 2 528 006                | 56,9 / 100,0             |
| 1998 | Thomas Klestil           | 1.º                      | 2 644 034                | 63,4 / 100,0             |                          |                          |                          |
| 2004 | Benita Ferrero-Waldner   | 2.º                      | 1 969 326                | 47,6 / 100,0             |                          |                          |                          |
| 2010 | Nenhum candidato apoiado | Nenhum candidato apoiado | Nenhum candidato apoiado | Nenhum candidato apoiado | Nenhum candidato apoiado | Nenhum candidato apoiado | Nenhum candidato apoiado |
| 2016 | Andreas Khol             | 5.º                      | 475 767                  | 11,1 / 100,0             |                          |                          |                          |

### Eleições europeias
| Data | CI. | Votos     | %            | +/-  | Deputados    | +/-               |
| ---- | --- | --------- | ------------ | ---- | ------------ | ----------------- |
| 1996 | 1.º | 1 124 921 | 29,7 / 100,0 |      | 7 / 21       |                   |
| 1999 | 2.º | 859 175   | 30,8 / 100,0 | 1,1  | 7 / 21       | Estável           |
| 2004 | 2.º | 817 716   | 32,7 / 100,0 | 1,9  | 6 / 18       | 1                 |
| 2009 | 1.º | 858 921   | 30,0 / 100,0 | 2,7  | 6 / 176 / 19 | Estável · Estável |
| 2014 | 1.º | 761 896   | 27,0 / 100,0 | 3,0  | 5 / 18       | 1                 |
| 2019 | 1.º | 1 305 954 | 34,6 / 100,0 | 7,6  | 7 / 18       | 2                 |
| 2024 | 2.º | 864 072   | 24,5 / 100,0 | 10,1 | 5 / 20       | 2                 |